# El Perelló

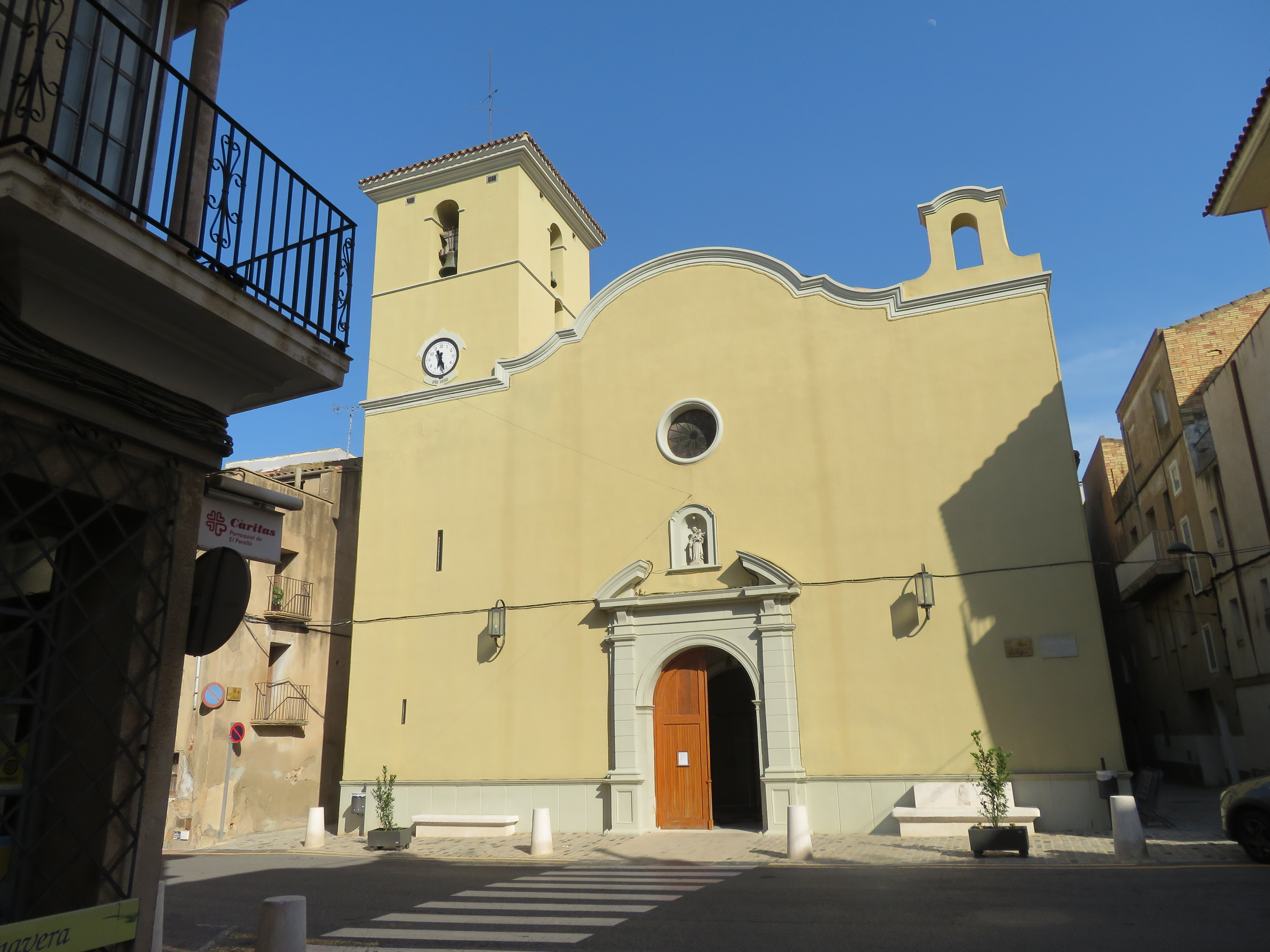
El Perelló

El Perelló là một đô thị trong comarca Baix Ebre, tỉnh Tarragona, cộng đồng tự trị Catalonia, Tây Ban Nha.

## Dân số
| 1900 | 1930 | 1950 | 1970 | 1986 | 2007 |
| ---- | ---- | ---- | ---- | ---- | ---- |
| 4134 | 4408 | 4149 | 3556 | 3713 | 2895 |